# Пецка, Любош
Любош Пецка (чеш. Luboš Pecka; 19 февраля 1978, Прахатице, Чехословакия) — чешский футболист, нападающий клуба «Гастерн».

## Карьера
Пецка начинал свою юношескую карьеру в клубе «Лажиште» и «Татран» (Прахатице), который и стал первым клубом Любоша на взрослом уровне. За клуб из Прахатице Пецка выступал на протяжении трех лет, побывав в краткосрочной аренде в «Ческе-Будеёвице». Спустя три года, в 2001 году игрок перешел к «черным» на постоянной основе, но уже через год вернулся в «Татран». Следующим клубом стал Млада-Болеслав. В первом сезоне (2004/05), Любош забил три гола в шестнадцати играх. В следующем сезоне игрок улучшил показатели, и забил девять голов в 25 играх (2005/06). Третий сезон в клубе сделал его лучшим бомбардиром лиги «Гамбринус», с результатом — шестнадцать голов в 29 играх. После этого, Пецка отправился в Германию, в клуб «Алемания» (Ахен).